# 孙镇站
孙镇站是位于陕西省蒲城县孙镇的一个铁路车站，邮政编码715501。车站建于1974年，有西延铁路经过该站，现办理客货运业务，车站及其上下行区间均没有电气化。车站距离新丰镇站90公里，隶属西安铁路局，是四等站。